# رجی پریدمور
رجی پریدمور (انگلیسی: Reggie Pridmore; ۲۹ آوریل ۱۸۸۶ – ۱۳ مارس ۱۹۱۸) بازیکن هاکی روی چمن، و بازیکن کریکت اهل بریتانیا بود.